# ANZACの日
ANZACの日（アンザックのひ）もしくはアンザック・デー（英: ANZAC Day）は、オーストラリア・ニュージーランド・クック諸島・ニウエ・サモア・トンガの休日。
毎年4月25日、第一次世界大戦のガリポリの戦いで勇敢に戦ったオーストラリア・ニュージーランド軍団(ANZAC)の兵たちと、当時国の為に尽力した全ての人のために追悼を行う。
1915年4月25日に、ANZAC軍がトルコ(当時はオスマン帝国)のガリポリに上陸したことにちなみ、1969年に記念日が制定された。
ANZAC DAYは第二次世界大戦後、ガリポリの戦いに参加した兵士だけでなく、戦争に参加した全てのオーストラリア兵のための記念日に変化した。
ニュージーランドでは、4月25日が土曜日または日曜日の場合は直後の月曜日が振替休日になることが、2013年4月17日に同国議会で可決された。但し、祝日としての「ANZACの日」自体は曜日に関係なく毎年4月25日で変わらない。この振替休日の制度が最初に適用されるのは、2015年で、この年は土曜日にあたるため、翌々日4月27日の月曜日が振替休日となり、公休日となる。

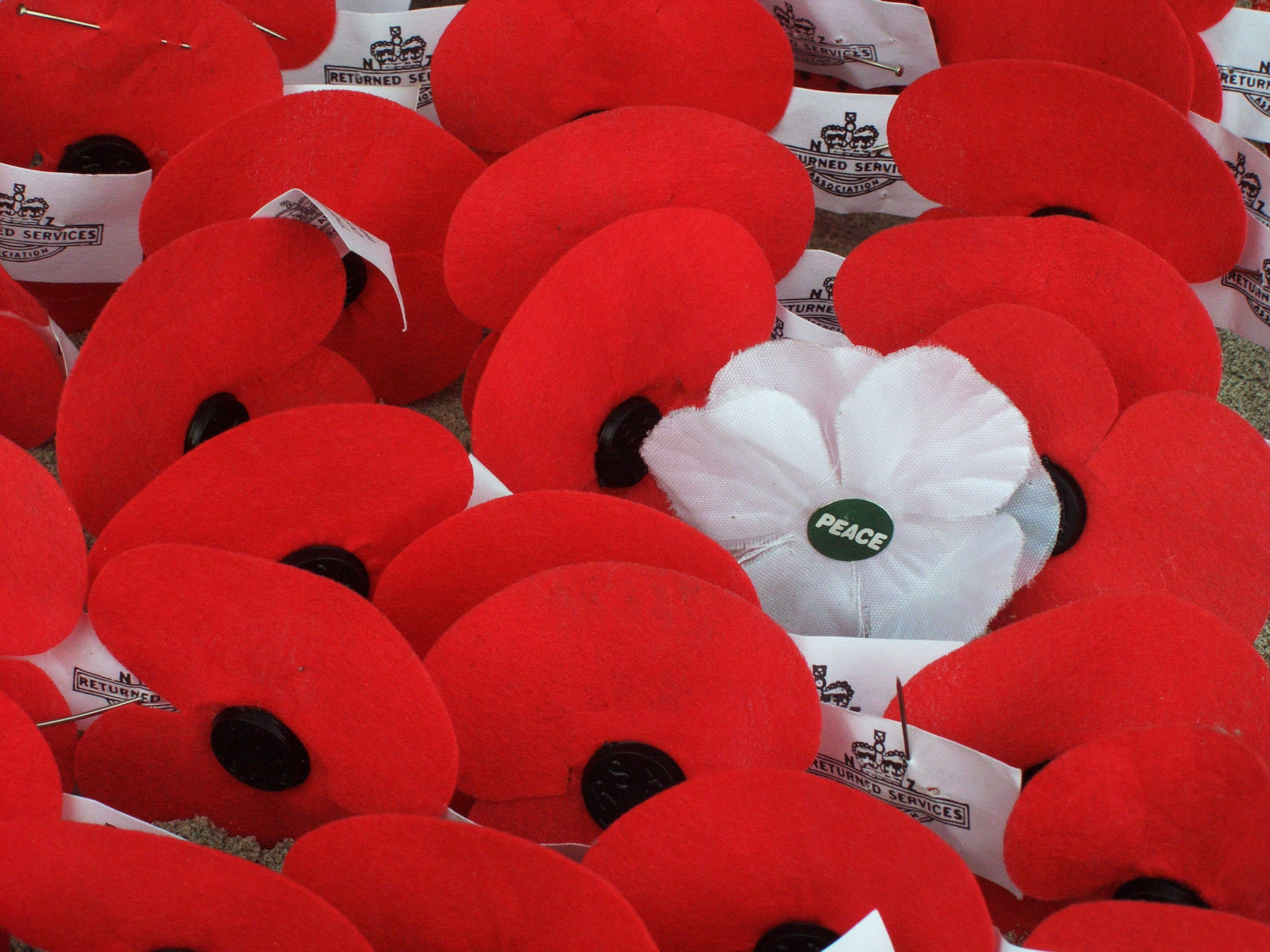
ANZACの日に記念碑に飾られた、戦没者追悼のための赤いリメンブランス・ポピーと白いポピー。

1927年にシドニーでドーンサービスが初めて行われた。
当初は簡素なものだったが、現在では、黙祷、礼砲、国歌斉唱などが加わった。
ロンドン、ハイド・パーク・コーナーのオーストラリア戦没者慰霊碑でも慰霊式が行われる。
```
ガリポリ・コーヴ
（ANZACが上陸した入り江）近郊の "Anzac Commemorative Site" には、多くの追悼者が毎年慰霊・鎮魂の為に訪れる。
```

なお、"Anzac Commemorative Site" に建てられている追悼碑には、当時の敵将であったアタチュルク(ケマル・パシャ)による以下の言葉が記されている。この和解の精神が、ガリポリを、他の戦役地と異なる特別な場所にしている。
「血を流し命を落とせし勇者よ、
汝は今、友の国に横たはれり。
安らかに眠れよ。
この地にジョニーとメフメットの違ひなし。
遠き地に息子を送りし母親よ、
涙を拭き給え。汝が息子は今、
我が胸に抱かれ安らかに眠れり。
この地に命を落とせし汝が息子、今や我が息子ともなれり。
アタチュルク
(藤原正彦訳・『国家と教養』65ページより引用)」

## 外部リンク

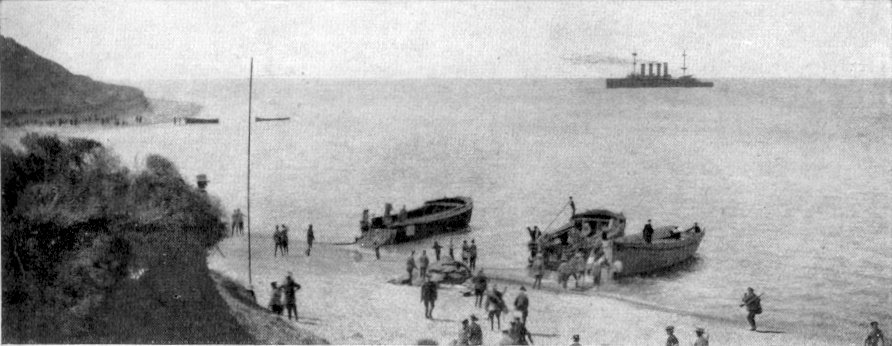
25.04.1915